# Diogo Rincón
Diogo Augusto Pacheco da Fontoura, mais conhecido como Diogo Rincón (Porto Alegre, 18 de abril de 1980), é um ex-futebolista brasileiro que atuava como meio-campo.

## Biografia
Diogo começou sua carreira com 10 anos atuando na academia do Internacional, seu time do coração. Atuando com um meia atacante, teve uma passagem destacada pelo Colorado, jovem ainda, foi convocado para a Seleção Brasileira Sub-17 onde conquistou o Mundial em 1997, voltou ao Inter e confirmou todas as expectativas sobre seu futebol e acabou chamando a atenção do futebol europeu, foi contratado pelo Dínamo de Kiev em 2002.
Ao contrário de muitos outros sul americanos que eram incapazes de atuar bem no Dínamo de Kiev, Rincon é um de poucos que teve sucessos, reivindicando um papel de ser o primeiro brasileiro a atuar com a camisa do Dínamo de Kiev, ganhando assim o apelido de "Paizão", por se tratar de uma referencia aos outros brasileiros que para lá chegaram como o zagueiro Rodrigo e o atacante Kléber.
O meia foi contratado em 2008 para atuar com a camisa do Corinthians e assim voltar ao futebol brasileiro um dos desejos do meia. Chegou, junto com o Timão, na final da Copa do Brasil de 2008 e ficou com o vice-campeonato.
Em 2009, voltou para o Dínamo de Kiev e em 2010 se transferiu para o Kavala da Grécia onde ficou até 2011, quando acabou deixando o clube após sete meses sem receber salários.
Em novembro de 2011 assinou contrato com o Pelotas para disputar o Campeonato Gaúcho de 2012 mas, menos de dois meses depois e tendo feito apenas um jogo treino pelo clube, foi dispensado por questões disciplinares.
Em janeiro de 2012, logo após sua dispensa do Pelotas, assinou com o Canoas. Após quatro partidas e um gol anotado, Diogo sentiu problemas no joelho direito, resolvendo aposentar-se do futebol. 
Após largar o futebol, passou oito meses em tratamento em uma clínica contra a dependência de álcool, que o afetou ao longo de toda a carreira.

## Títulos
Internacional
- Campeonato Gaúcho: 2002

Dínamo de Kiev
- Campeonato Ucraniano: 2002–03, 2003–04, 2006–07
- Copa da Ucrânia: 2003, 2005, 2007
- Supercopa da Ucrânia: 2006

Corinthians
- Campeonato Brasileiro - Serie B: 2008

## Curiosidades
- Diogo Rincón tem o recorde com o gol mais rápido da história do Dínamo de Kiev - 24 segundos de jogo contra o Fenerbahçe em 8 de agosto de 2006 na fase classificatória da Liga dos Campeões da UEFA.